# 俵山
俵山（たわらやま）は熊本県阿蘇郡西原村と南阿蘇村にまたがる標高1,095mの山。山頂は西原村にある。先史時代の阿蘇山大噴火によって形作られた東西18km、南北25kmにおよぶ阿蘇外輪山の一部であり、その西端に位置する一峰である。

## 概要

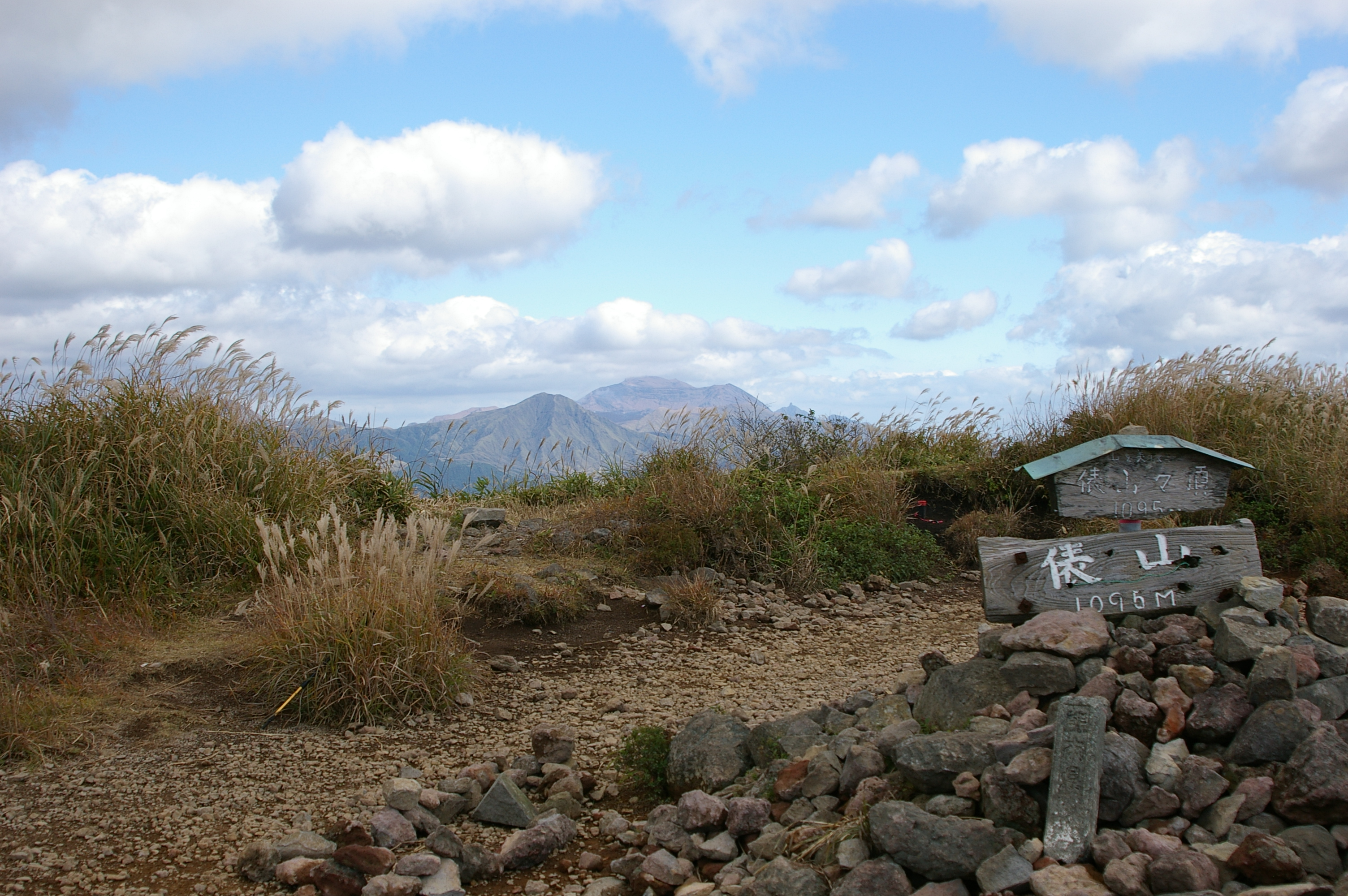
山頂標と奥に阿蘇五岳

外輪山の内側にあたる俵山の東斜面は阿蘇カルデラの南郷谷に面した急勾配で、外輪山の外側である西斜面は比較的緩やかに熊本平野へ下る地勢となっている。俵山の名は南郷谷から見上げた山容を積み上げた米俵に見立てたことに由来する。
春の野焼きで山腹には広い草原が維持されている。阿蘇山など周辺への眺望にすぐれ、登山やハイキングに人気がある。山腹の西側には熊本市や有明海方面を遠望する扇坂展望所、東側には阿蘇五岳と眼下のカルデラを一望におさめる俵山峠展望台がある。
山頂へは揺ヶ池の登山口から登るコースと、俵山展望台の駐車場登山口から登るコース、グリーンロード南阿蘇の地蔵峠からの尾根を縦走するコースなどがある。
熊本市と高森町を結ぶ熊本県道28号線は、かつては俵山峠（標高700m）を越えるルートであったが、七曲峠とも呼ばれた急カーブの連続する道で、霧や冬季の道路凍結に悩まされる交通の難所であった。この俵山峠を越える自動車道に代わって、2003年に俵山の山腹を長大トンネルである俵山トンネル、南阿蘇トンネルで抜ける俵山バイパスが完成した。これによって熊本市から南阿蘇方面への交通の便が大きく改善された。
2005年には西側の山腹に風力発電所「阿蘇にしはらウィンドファーム」が建設された。10基の大型風車からなり、熊本市の東近郊からも望見される。2016年の熊本地震では9基がひび割れなどの被害を受け、稼働を停止したものの、2018年には9基が復旧して稼働を再開した。

## アクセス
- 車

九州自動車道益城熊本空港インターチェンジより県道206号線－県道28号線（熊本高森線） 経由で22㎞。
- バス

熊本市内（熊本駅・熊本桜町バスターミナル）方面より快速たかもり号で約60分。「萌の里・俵山登山口」にて下車。

## 周辺施設

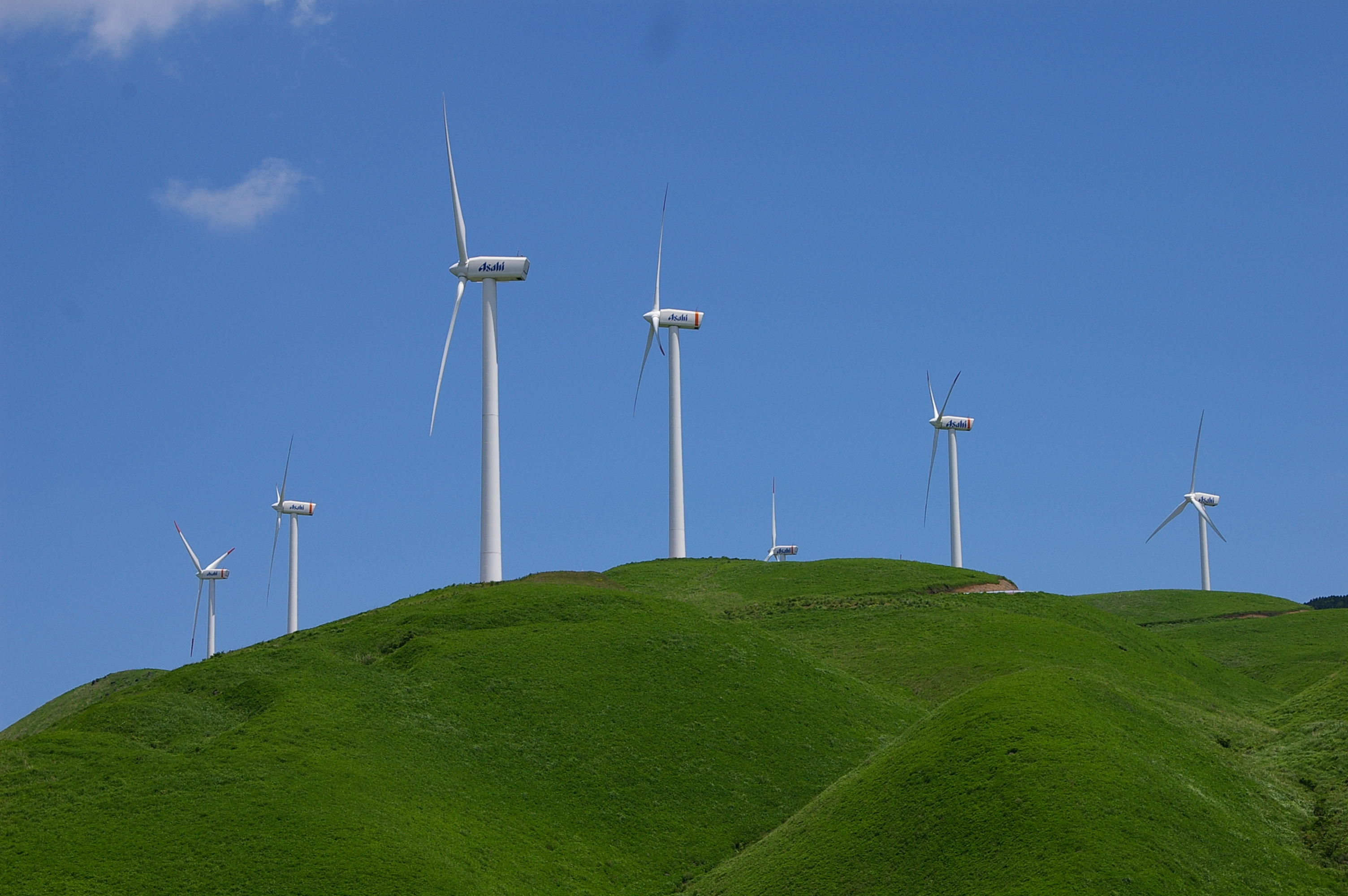
阿蘇にしはらウィンドファーム

- 俵山コスモス園
- 俵山交流館萌の里
- 南阿蘇俵山温泉
- 俵山温泉 泉力の湯
- 風の里キャンプ場
- 阿蘇にしはらウィンドファーム